# Cetireni
Cetireni è un comune della Moldavia situato nel distretto di Ungheni di 2.081 abitanti al censimento del 2004.